# Bramocharax bransfordii
Bramocharax bransfordii är en fiskart som beskrevs av Gill, 1877. Bramocharax bransfordii ingår i släktet Bramocharax och familjen Characidae. Inga underarter finns listade.